# Acli (divinità)
Acli (in greco antico: Ἀχλύς?, Achlýs, "Nebbia" o "Tenebra") è la divinità dei veleni e personificazione della tristezza, disperazione e lamento nella mitologia greca; secondo alcune cosmogonie antiche era la notte eterna che esisteva prima ancora del Caos.
In Esiodo compare come personificazione della miseria e della tristezza.

## Ascendenza
Secondo alcune fonti sarebbe esistita già prima del Caos, altre invece la considerano figlia di Nyx e gemella di Momo. Se consideriamo l'ultima ipotesi come vera, allora Acli sarebbe una delle Keres.

## Descrizione
Ne Lo scudo di Eracle viene così descritta:
χλωρὴ ἀυσταλέη λιμῷ καταπεπτηυῖα,

γουνοπαχής, μακροὶ δ᾽ ὄνυχες χείρεσσιν ὑπῆσαν.

τῆς ἐκ μὲν ῥινῶν μύξαι ῥέον, ἐκ δὲ παρειῶν

αἷμ᾽ ἀπελείβετ᾽ ἔραζ᾽: ἣ δ᾽ ἄπλητον σεσαρυῖα

εἱστήκει, πολλὴ δὲ κόνις κατενήνοθεν ὤμους,

δάκρυσι μυδαλέη.»
pallida, magra, cascante di fame, e gambe stecchite,

e l’unghie lunghe lunghe sporgean dalle dita: colava

dalle narici moccio, cadevano giú dalle guance

stille di sangue; ed essa, con grande stridore di denti,

stava, e sugli òmeri suoi si addensava la polvere fitta,

molle di pianto.»
(Lo scudo di Eracle, vv. 264-270; traduzione di Ettore Romagnoli, 1929)

## Riferimenti in altre opere
Nonno di Panopoli, poeta greco del V secolo la cita nel IV libro delle sue Dionysiaca, dove appare non come dea che simboleggia miseria, ma come una dea del veleno che viveva in Tessalonica. Infatti Era, che aveva l'obiettivo di rapire l'infante Dioniso, figlio illegittimo di suo marito Zeus e di una mortale, Semele, si procurò proprio da Acli alcuni fiori soporiferi, con cui fece addormentare le guardie del neonato, una pozione che distillò nei loro capelli e un unguento che spalmò nelle loro facce. Così facendo le guardie si trasformarono in esseri simili a Centauri.

## Curiosità
Dalla dea prende il nome il piccolo genere floreale Achlys della famiglia Berberidaceae.